# Carpodectes antoniae
Cotinga-de-bico-amarelo (Carpodectes antoniae) é uma espécie de ave da família Cotingidae.
Pode ser encontrada nos seguintes países: Costa Rica e Panamá.
Os seus habitats naturais são: florestas subtropicais ou tropicais húmidas de baixa altitude, florestas de mangal tropicais ou subtropicais e matagal húmido tropical ou subtropical.

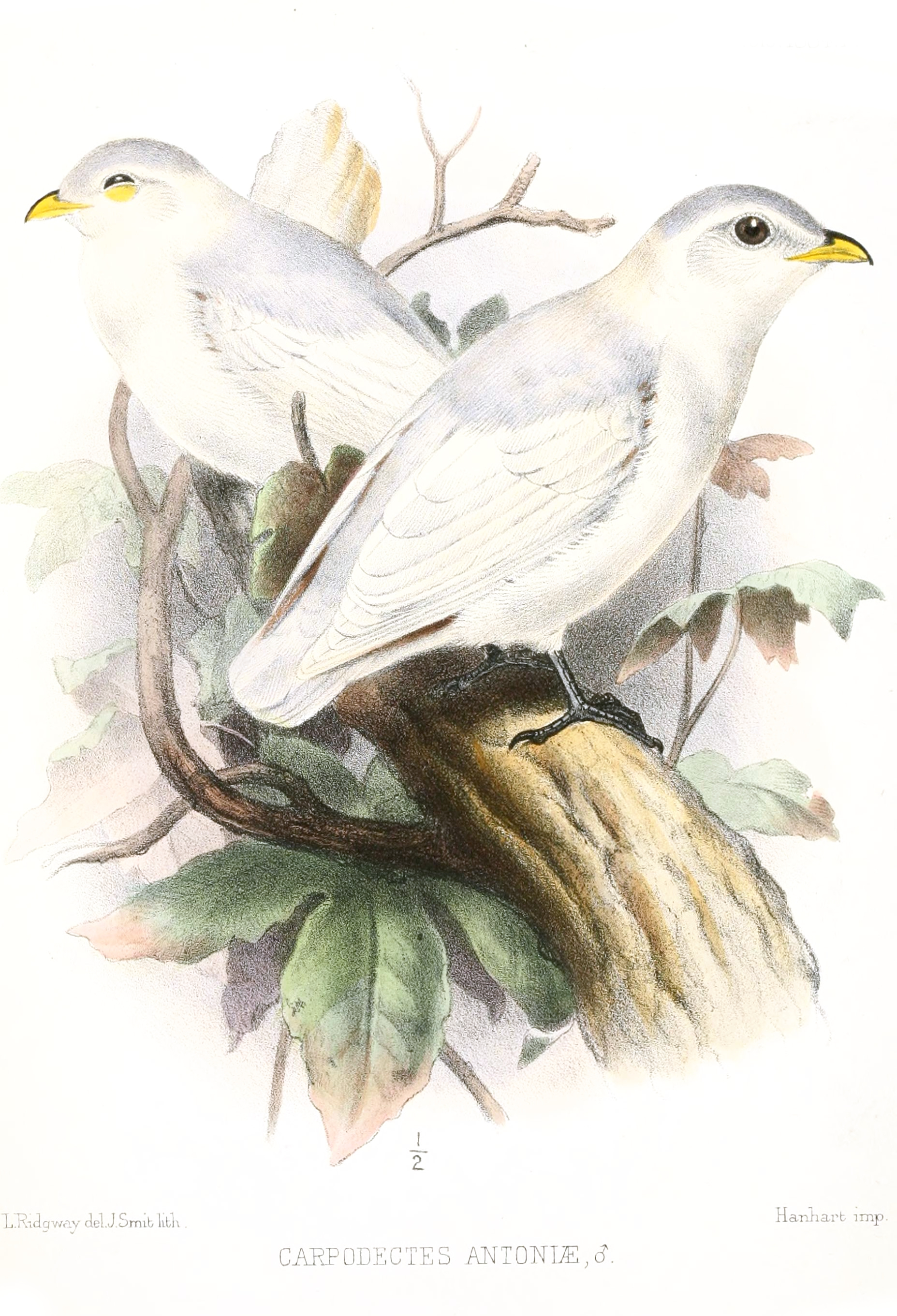

Está ameaçada por perda de habitat.